# Galla (doge)
Galla, cui cronache posteriori assegnano il cognome Gaulo o Lupanio (... – VIII secolo), fu, secondo la tradizione, il 5º doge della Repubblica di Venezia.

## Biografia
Di lui non si sa quasi nulla. Tribuno vicino alla corrente filo-bizantina, ovvero alla fazione eracleense, nel 755 fu a capo di una rivolta nobiliare che rovesciò il predecessore Teodato e lo fece abbacinare. Avrebbe governato per soli quattordici mesi poiché, con il riaffermarsi della potenza longobarda grazie all'ascesa di re Desiderio, fu a sua volta deposto da Domenico Monegario.
Una leggenda lo farebbe capostipite della famiglia Barozzi.